# Dirk D. Smith

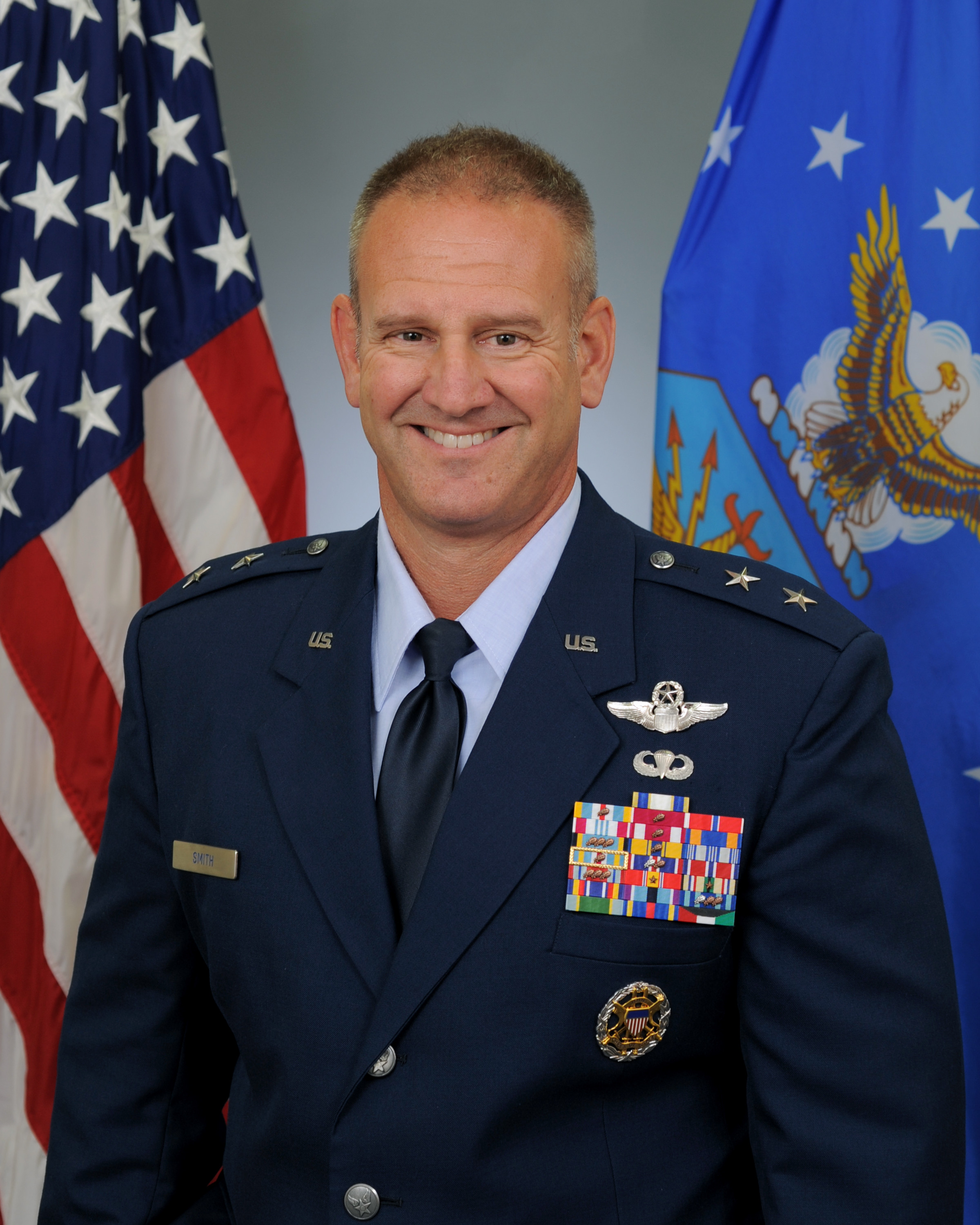
Dirk D. Smith (2018)

Dirk Dale Smith (* um 1966) ist ein pensionierter Generalmajor der United States Air Force. Er war unter anderem Kommandeur verschiedener Luftwaffeneinheiten wozu auch 13. Expeditionsflotte gehörte und Stabsoffizier bei den Joint Chiefs of Staff.
Im Jahr 1988 absolvierte er die United States Air Force Academy in Colorado Springs. Nach seiner Graduation wurde er als Leutnant in das Offizierskorps der Air Force aufgenommen. In der Folge durchlief er alle Offiziersgrade vom Leutnant bis zum Zwei-Sterne-General.
Im Lauf seiner militärischen Karriere absolvierte er verschiedene Kurse und Schulungen. Dazu gehörten unter anderem eine Ausbildung zum Kampfpiloten und weitere Fortbildungskurse als Pilot neuer Flugzeugtypen; die Squadron Officer School auf der Maxwell Air Force Base in Alabama; der Fighter Weapons Instructor Course auf der Nellis Air Force Base in Nevada; die Embry-Riddle Aeronautical University in Daytona Beach in Florida; das Command and General Staff College der United States Army in Fort Leavenworth in Kansas; das Air War College; der Senior Joint Information Operations Course und der Joint Force Air Component Commander’s Course, alle drei auf der Maxwell AFB, sowie der Joint Force Land Component Commander’s Course in Carlisle in Pennsylvania.
In seinen frühen Jahren als Offizier der Luftwaffe war er an verschiedenen Stützpunkten in den Vereinigten Staaten stationiert. Dabei war er als Pilot, Flugausbilder, Waffenoffizier oder Stabsoffizier bei unterschiedlichen Einheiten tätig. Dazwischen absolvierte er die erwähnten Schulungen. Smith nahm unter anderem an Einsätzen während des Zweiten Golfkriegs, der Operation Enduring Freedom und der Operation Southern Watch teil.
Zwischen November 2008 und Juli 2010 kommandierte er auf der Langley Air Force Base in Virginia als Oberst die 1st Operations Group, bei der er zuvor zwischen März und Juli 2007 stellvertretender Kommandeur gewesen war. Im August 2010 wurde er auf die Al Udeid Air Base in Katar versetzt. Dort kommandierte er bis zum August 2011 das 609th Air and Space Operations Center. Von dort aus wurden auch Operationen im Afghanistankrieg gestartet. Zwischen August 2011 und März 2013 hatte Dirk Smith den Oberbefehl über das auf der Elmendorf Air Force Base in Alaska stationierte 3. Geschwader (3rd Wing).
Anschließend wurde er nach Hawaii zum Camp H. M. Smith beordert. Dort leitete er zwischen März 2013 und Juni 2015 die Stabsabteilung für Operationen (Deputy Director for Operations) beim United States Pacific Command. In der Folge blieb er auf Hawaii. Auf der Hickham Air Force Base bekleidete er das Amt des Director of Air and Cyberspace Operations im Stab der Pacific Air Forces. Diese Aufgabe nahm er zwischen Juni 2015 und Mai 2017 wahr. Gleichzeitig kommandierte er die ebenfalls auf der Hickham AFB ansässige 13. Expeditionsluftflotte.
Als Nächstes wurde Dirk Smith zum Camp Arifjan in Kuwait versetzt. Zwischen Mai 2017 und Mai 2018 leitete er dort die Stabsabteilung für Operationen und das Nachrichtenwesen (Deputy Commander for Operations and Intelligence) der Joint Task Force Operation Inherent Resolve. Diese bezeichnet die militärische Intervention der USA gegen die Terrormiliz Islamischer Staat im Irak und in Syrien. Gleichzeitig kommandierte er die ebenfalls dort eingesetzte 9th Air Expeditionary Task Force-Levant.
Im Juli 2018 erhielt Dirk Smith das Amt des Vice Director for Joint Force Development in der J7-Stabsabteilung der Joint Chiefs of Staff in Washington, D.C. Diesen Posten bekleidete er bis zu seiner Pensionierung im Jahr 2019.
Während seiner aktiven Zeit als Militärpilot absolvierte er über 2800 Flugstunden auf verschiedenen Flugzeugtypen.
Nach seiner Pensionierung wurde Dirk Smith Mitglied (Director) im Vorstand der Firma Victory Strategies.

## Daten der Beförderungen
| Abzeichen | Rang               | Jahr              |
| --------- | ------------------ | ----------------- |
|           | Second Lieutenant  | 1. Juni 1988      |
|           | First Lieutenant   | 1. Juni 1990      |
|           | Captain            | 1. Juni 1992      |
|           | Major              | 1. Oktober 1999   |
|           | Lieutenant Colonel | 1, März 2004      |
|           | Colonel            | 1. September 2008 |
|           | Brigadier General  | 31. Januar 2014   |
|           | Major General      | 2. November 2017  |

## Orden und Auszeichnungen
Dirk Smith erhielt im Lauf seiner militärischen Laufbahn unter anderem folgende Auszeichnungen:
- Air Force Distinguished Service Medal
- Defense Superior Service Medal
- Legion of Merit
- Bronze Star Medal
- Defense Meritorious Service Medal
- Meritorious Service Medal
- Air Medal
- Aerial Achievement Medal
- Air Force Commendation Medal
- Air Force Achievement Medal
- Joint Meritorious Unit Award
- Kuwait Liberation Medal